# Micromacromia
Micromacromia là một chi chuồn chuồn ngô thuộc họ Libellulidae.
Chi này gồm các loài:
- Micromacromia camerunica Karsch, 1890 - Large Micmac, widespread in central Africa[2]
- Micromacromia flava (Longfield, 1947), Angola[3]
- Micromacromia miraculosa (Förster, 1906), Tanzania[4]
- Micromacromia zygoptera (Ris, 1909) - Small Micmac, widespread in west Africa[5]